# Dendrobeania frigida
Dendrobeania frigida är en mossdjursart som först beskrevs av Campbell Easter Waters 1900.  Dendrobeania frigida ingår i släktet Dendrobeania och familjen Bugulidae. Inga underarter finns listade i Catalogue of Life.